# Леслі-Енн Брандт
Леслі-Енн Брандт (англ. Lesley-Ann Brandt, нар. 2 грудня 1981, Кейптаун, ПАР) — новозеландська та американська акторка південноафриканського походження. Почала свою кар'єру на новозеландському телебаченні, міжнародне ж визнання їй принесла роль рабині Невії у серіалі «Спартак: Кров та пісок» і роль Мейз (Мейзекін) у серіалі «Люцифер» на телеканалі FOX.

## Біографія
Народилася в Кейптауні, Південно-Африканська Республіка. Має східноіндійське, німецьке, нідерландське та іспанське коріння. Вільно володіє африкаансом. Серед її зацікавлень: йога, хокей та баскетбол. На батьківщині брала участь у змаганнях з хокею на траві.
1999 року Брандт разом із батьками та молодшим братом емігрувала до Окленда, Нова Зеландія. Спочатку працювала у сфері торгівлі, а згодом отримала роботу консультантки у кадровому агентстві. Також працювала як промоутерка напою Ред Булл. Слідом за роботою моделі, знялася у кількох новозеландських телевізійних рекламах. Вивчала акторську справу у 2008 році, зокрема, навчалася Мейснеровій техніці.

## Особисте життя
2015 року одпужилася з американським актором Крісом Пейном Гілбертом. 19 липня 2017 року народила сина Кінгстона Пейна Гілберта.
Проживає в Лос-Анджелесі, Каліфорнія, США.

## Кар'єра
Першою важливою роллю Брандт стала роль Лейлані у серіалі «Дипломатичний імунітет». Як запрошена акторка з'явилася й у новозеландській лікарняній мильній опері «Шортленд Стріт» та науково-фантастичному серіалі «Це не моє життя», події якого відбуваються у 2020-ті у вигаданому місті Ваймоана.
Проходила кастинг на роль Сури у серіалі «Спартак: Кров та пісок», однак натомість отримала роль рабині Навії. Ця роль забезпечила їй участь у приквелі серіалу — «Спартак: Боги Арени». Але знявшись у двох епізодах серіалі «Місце злочину: Нью-Йорк», вирішила не поновляти свій контракт у другому сезоні серіалу «Спартак: Помста».
2013 року з'явилась у 3 сезоні телесеріалу «Самотні леді». 2014 ж року зіграла роль Лариси Діаз у серіалі «Ґотем», а також роль Ламії у серіалі «Бібліотекарі». З 2016 року грає роль Мейзекін у серіалі «Люцифер».

## Фільмографія

### Фільми
| Рік  | Назва                       | Оригінальна назва                 | Роль             | Примітки  |
| ---- | --------------------------- | --------------------------------- | ---------------- | --------- |
| 2010 | Надії та мрії Джазза Снелла | The Hopes & Dreams of Gazza Snell | Шерон            |           |
| 2011 | Видіння                     | InSight                           | Валері Говрі     |           |
| 2011 | Зомбі апокаліпсис           | Zombie Apocalypse                 | Кессі            | Телефільм |
| 2012 | Гарна душа                  | A Beautiful Soul                  | Анджела Баррі    |           |
| 2013 | Дрифт                       | Drift                             | Лані             |           |
| 2014 | Вбивство Вінстона Джонса    | Killing Winston Jones             | Вірджинія Карвер |           |
| 2019 | Дюк                         | Duke                              | Вайолет          |           |
| 2019 | Хартлок                     | Heartlock                         | Тара Шарп        |           |
| 2021 | Чорний хорор                | Horror Noire                      | Еббі             |           |

### Телебачення
| Рік       | Назва                        | Оригінальна назва                   | Роль                     | Примітки                                        |
| --------- | ---------------------------- | ----------------------------------- | ------------------------ | ----------------------------------------------- |
| 2007      | Шортленд-стріт               | Shortland Street                    | Соня                     | Новозеландська мильна опера                     |
| 2009      | Дипломатичний імунітет       | Diplomatic Immunity                 | Лейлані                  | 13 епізодів                                     |
| 2010      | Спартак: Кров та пісок       | Spartacus: Blood and Sand           | Невія                    | 13 епізодів                                     |
| 2010      | Легенда про Шукача           | Legend of the Seeker                | Сестра Теа               | Епізод: «Tears»                                 |
| 2010      | Це не моє життя              | This Is Not My Life                 | Гайн                     | 2 епізоди ("1.7", "1.10")                       |
| 2011      | Чак                          | Chuck                               | Фатіма Тезі              | Епізод: «Chuck Versus the Seduction Impossible» |
| 2011      | Спартак: Боги Арени          | Spartacus: Gods of the Arena        | Невія                    | Регулярна роль (6 епізодів)                     |
| 2011      | CSI:Нью-Йорк                 | CSI: NY                             | Камілла Джордансон       | Епізоди: «Smooth Criminal» і «Food for Thought» |
| 2011      | Мемфіс Біт                   | Memphis Beat                        | Адріана                  | Епізод: «The Things We Carry»                   |
| 2014      | Бути Мері Джейн              | Being Mary Jane                     | Таміко Робертс           | Епізод: «Girls Night In»                        |
| 2014      | Самотні леді                 | Single Ladies                       | Наомі Кокс               | Періодична роль (11 епізодів)                   |
| 2014      | Небезпечні жінки             | Killer Women                        | Ембер Флінн              | Епізод: «In and Out»                            |
| 2014      | Ґотем                        | Gotham                              | Лариса Діас / Copperhead | Епізод: «Лавкрафт»                              |
| 2014      | Лотерея                      | The Lottery                         | Кейсі                    | Регулярна роль                                  |
| 2014-2015 | Бібліотекарі                 | The Librarians                      | Ламія                    | Періодична роль (5 епізодів)                    |
| 2016-2021 | Люцифер                      | Lucifer                             | Мейзекін (Мейз)          | Регулярна роль                                  |
| 2023      | Капітан відбувайло           | Captain Fall                        | Ліза Баррел              | озвучення                                       |
| 2024      | Ходячі мерці: Ті, хто вижили | The Walking Dead: The Ones Who Live | Перл Торн                |                                                 |